# Driouch
Driouch (Tamazight: ⴷⵔⵉⵡⴻⵛ) is een stad gelegen in het Rifgebergte, in het noordoosten van Marokko. Het is de hoofdstad van de gelijknamige provincie Driouch in de regio Oriental. Driouch ligt in het stamgebied van de Ibdarsen. De stad telde in 2024 ruim vijftienduizend inwoners.

## Locatie
Driouch ligt in de oostelijke uitlopers van het Rifgebergte ongeveer 100 km (rijafstand) ten zuidoosten van Al Hoceima en ongeveer 60 km ten zuidwesten van Nador. Na langdurige of hevige regenval stroomt de Oued Kert, die ten westen van Melilla uitmondt in de Middellandse Zee, door de stad.

## Geschiedenis
Driouch speelde een rol in de Rifoorlog. De stad behoorde tot de Riffijnen die onder het bevel van Abd el-Krim, die de Republiek van de Rif stichtte en zich verzette tegen de Spaanse bezetter. Later had het een kleine bevolking en Spaans leger dat een garnizoen bouwde dat een burgerdorp omvatte. De Spaanse aanwezigheid werd sterk tegengewerkt door de inwoners van de stad en de regio. Desondanks is de Spaanse aanwezigheid op Driouch nog steeds waar te nemen. De oude Spaanse markt, de katholieke kerk (Al kanisa), het Spaanse klooster, de brug over de rivier de Kert, het oude centrale park herinneren allemaal aan het Spaanse koloniale verleden van de stad. Na de onafhankelijkheid van Marokko werd de stad een deel van de provincie Nador in de oostelijke regio. De stad groeide en in 1975 kwamen er honderden Marokkaanse vluchtelingen van Riffijnse afkomst die door de Algerijnse regering waren verdreven tijdens de crisis in de Westelijke Sahara wonen. Zij gingen de meerderheid in de wijk Qishla vormen. In 2009 werd het de hoofdstad van de nieuwe gelijknamige provincie Driouch.

## Bevolking
De inwoners van de stad zijn voornamelijk Riffijnen van de Ibdarsen. Veel Marokkanen in Nederland hebben hun roots liggen in deze stad. 

## Dorpen
De volgende dorpen behoren tot de gemeente Driouch:
- Azrakna (Iharoudien)
- Azrakna (Amdarass)
- Azrakna (Imahjoubien)
- Beni Oukil
- Beni Oukil Dghala
- Bin el Ouidane
- Boufarkouch
- Chfafra
- Chfafra Ihaddachen
- Dghala el Maadar
- Drhela
- El Hammam
- Iadouten
- Ibouabidaten
- Ichtiouien Tharwa 'n Mouhou
- Ihasniwen Ibaouchen
- Ijadaounen
- Ijghiten
- Lahbara
  - Iabdellaten
  - Ibalghach
  - Ibellachen
- Lahrarcha (Ihabrien)
- Marirat
  - Ihassniouen Sakia
  - Imimounen
  - Tharwa 'n Haj Amar
- Medi 1
- Ali Benhammou
- Ouled BenHammou Moussa